# Charles Lindley
Carl Gustaf (Charles) Lindley, ursprungligen Carl Gustaf Lindgren, född 14 oktober 1865 i Stockholm, död 12 oktober 1957 i Stockholm, var en svensk fackföreningsman och socialdemokratisk politiker. 

## Biografi
Charles Lindley var sjöman och seglade femton år på brittiska lastfartyg och deltog aktivt i den brittiska arbetarrörelsen. Det var av sina dåvarande kamrater han fick det engelskklingande smeknamnet Charles, vilket även hans svenska kamrater senare fortsatte att kalla honom.
Charles Lindley grundade Svenska Transportarbetareförbundet och var dess förtroendeman 1897-1941. Han var även en av grundarna av Internationella Transportarbetarefederationen (ITF) och blev 1934 ordförande i dess styrelse. Charles Lindley satt i riksdagen för socialdemokraterna 1907-1937.
År 1900 gifte sig Charles Lindley med feministen Elin Johnson. 
En byst utförd av Ture Jörgensen står framför Folkets Hus på Olof Palmes plats i Göteborg sedan 1952. På granitsockeln står: "Sjöman, agitator, arbetarledare".

## Fotogalleri

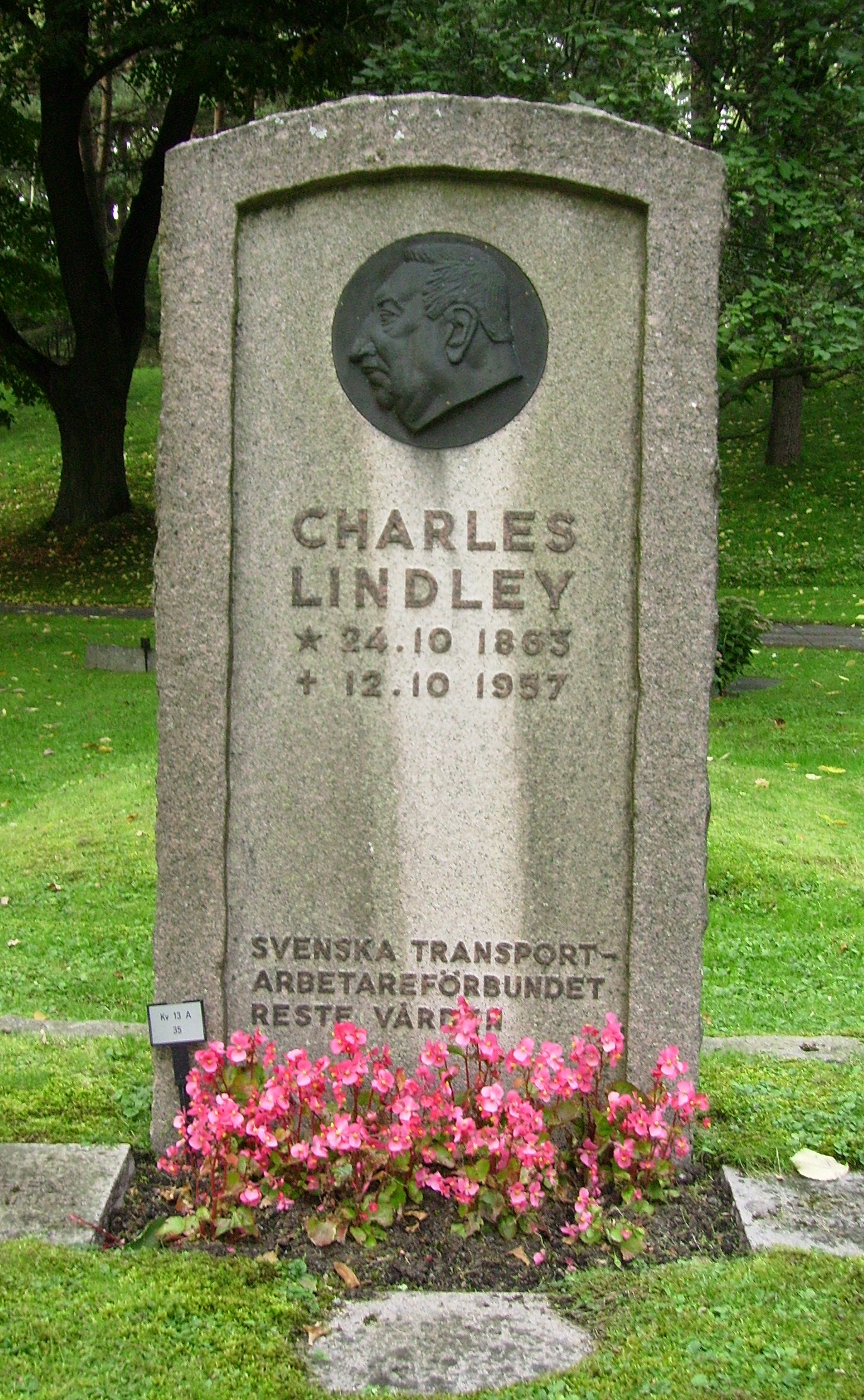
Charles Lindleys gravvård på Norra begravningsplatsen i Stockholm
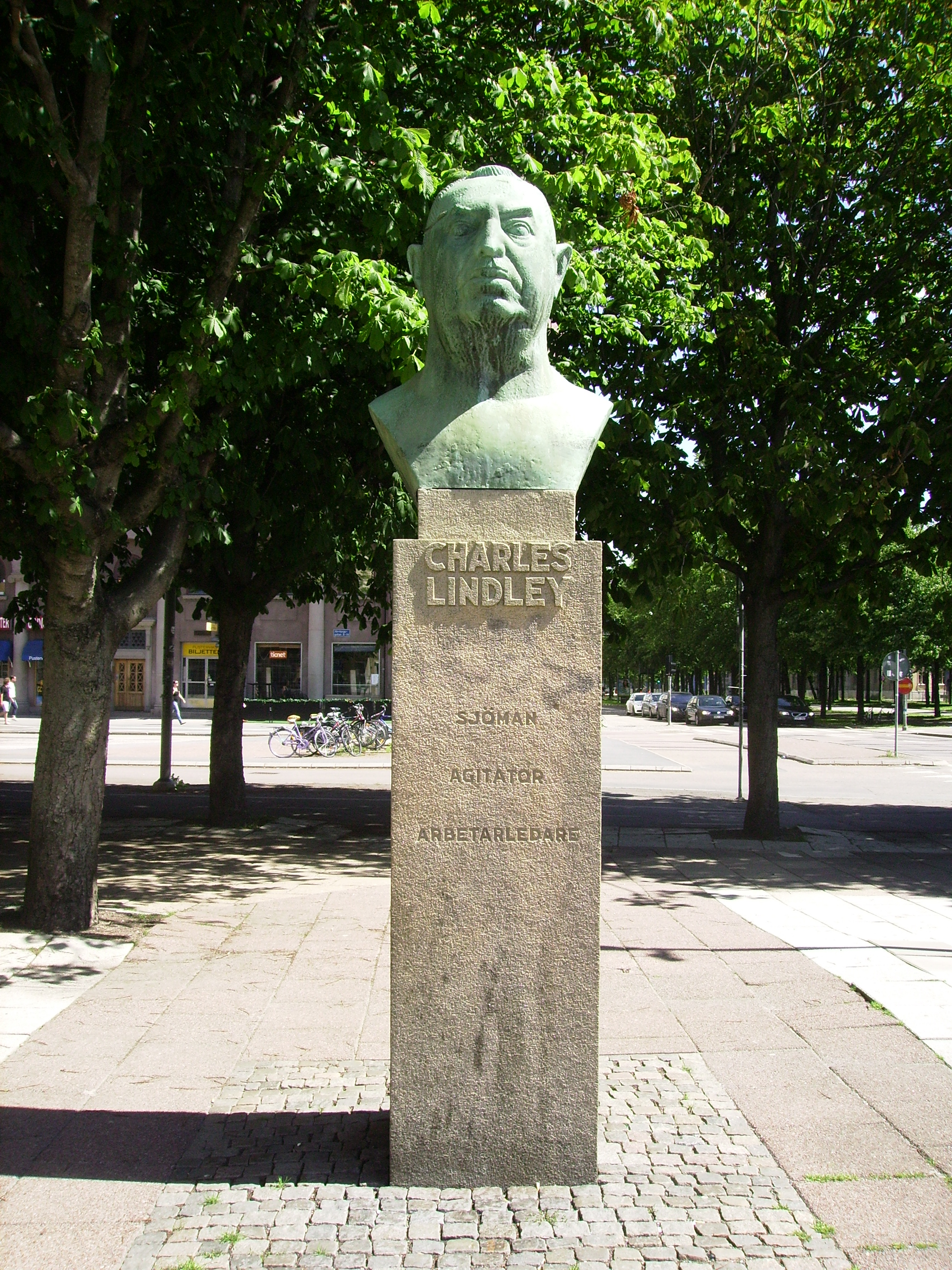
Byst över Charles Lindley på Olof Palmes plats i Göteborg